# Aleisanthieae
Aleisanthieae, tribus broćevki, dio potporodice Ixoroideae. Pripada mu ukupno deset vrsta unutar tri roda s Filipina, Bornea i Malajskog poluotoka.
Tribus je opisan 2009., tipični rod je Aleisanthia Ridl..

## Rodovi
1. Aleisanthia Ridl.
2. Aleisanthiopsis Tange
3. Greeniopsis Merr.